# Goris
Goris là một đô thị thuộc tỉnh Syunik, Armenia. Dân số ước tính năm 2011 là 23074 người.